# Portrait d'homme avec une pièce de monnaie romaine
 (novembre 2020).
Si vous disposez d'ouvrages ou d'articles de référence ou si vous connaissez des sites web de qualité traitant du thème abordé ici, merci de compléter l'article en donnant les références utiles à sa vérifiabilité et en les liant à la section « Notes et références ».
Le Portrait d'homme avec une pièce romaine est une œuvre du peintre flamand Hans Memling, datant de 1480 et conservée au musée royal des beaux-arts d'Anvers, en Belgique.

## Description
La peinture représente un homme de trois-quarts, avec une attention aux détails typiques de la peinture flamande. L'homme est vêtu d'un manteau et d'un chapeau noirs. Dans sa main gauche, il montre un sesterce de l'empereur Néron, symbole de son attention à l'humanisme. En arrière-plan se trouve un paysage lacustre : Memling a été l'un des premiers peintres à utiliser des paysages naturels pour les arrière-plans des portraits (au lieu du noir), influençant plus tard les artistes de la Renaissance tels que Botticelli et le Pérugin[réf. nécessaire].
L'identité du sujet est inconnue. Il a été supposé qu'il pouvait s'agir d'un des nombreux Italiens vivant à l'époque à Anvers ou Bruges, et qui commandaient souvent des œuvres de peintres locaux. Il a été successivement identifié comme Bernardo Bembo ; comme l'artiste Florentin Niccolò di Forzore Spinelli, mort à Lyon, où se trouvait la peinture au début du XIXe siècle ; ou encore comme Giovanni di Candida[réf. nécessaire].